# Musbrnoia fumistriga
Musbrnoia fumistriga är en insektsart som först beskrevs av Melichar 1914.  Musbrnoia fumistriga ingår i släktet Musbrnoia och familjen dvärgstritar. Inga underarter finns listade i Catalogue of Life.